# Храм Сергия Радонежского (Киев)
Хра́м преподо́бного Се́ргия Ра́донежского (на Соло́менке) — строящийся в Киеве храм УПЦ. Основной храм православный в Соломенском благочинии.

## Проектное решение
Строительство ведётся с 2007 года по адресу: улица Уманская, 14. Храм является частью храмового комплекса, расположенного в зелёной зоне, примыкающей к парку «Спутник». Комплекс кроме храма включает деревянную церковь, служебный корпус с воскресной школой, церковно-причтовый дом, хозяйственные постройки, беседки.
Крестово-купольный пятиглавый основной храм рассчитан на 190 прихожан. В цокольном этаже располагается нижний храм в честь благоверного князя Александра Невского на 130 прихожан. Над главным входом устроена колокольня. Архитектура храма выполнена в эклектическом стиле. Архитектор О. Калиновский, при участии В. Исака, Р. Канюки.

## История
Митрополит Владимир (Сабодан) освятил место под строительство храма 1 августа 2003 года. 18 июля 2009 года он же освятил деревянный Храм в честь иконы Божьей Матери: «Всех скорбящих радосте», в котором, регулярно в воскресные и праздничные дни совершаются Богослужения.
С октября 2009 года при Храме начала свою работу Воскресная школа для детей и родителей.
19 ноября 2010 года, состоялось освящение и водружение куполов храма в честь преподобного Сергия Радонежского. Освящение совершил настоятель храма архимандрит Филарет (Кучеров).
18 июля 2012 года Блаженнейший Митрополит Владимир освятил девять накупольных крестов для главного приходского храма преподобного Сергия Радонежского.
27 апреля 2013 года Предстоятель УПЦ освятил большой колокол колокольни храма.
18 июля 2013 года, в день памяти преподобного Сергия Радонежского, была совершена первая Божественная литургия в нижнем храме в честь благоверного князя Александра Невского.
17 ноября 2019, по благословению Блаженнейшего Митрополита Киевского и всея Украины Онуфрия, митрополит Бориспольский и Броварской Антоний в сослужении епископата и духовества храма и г. Киева совершил чин великого освящения нижнего храма в честь благоверного князя Александра Невского.

## Галерея

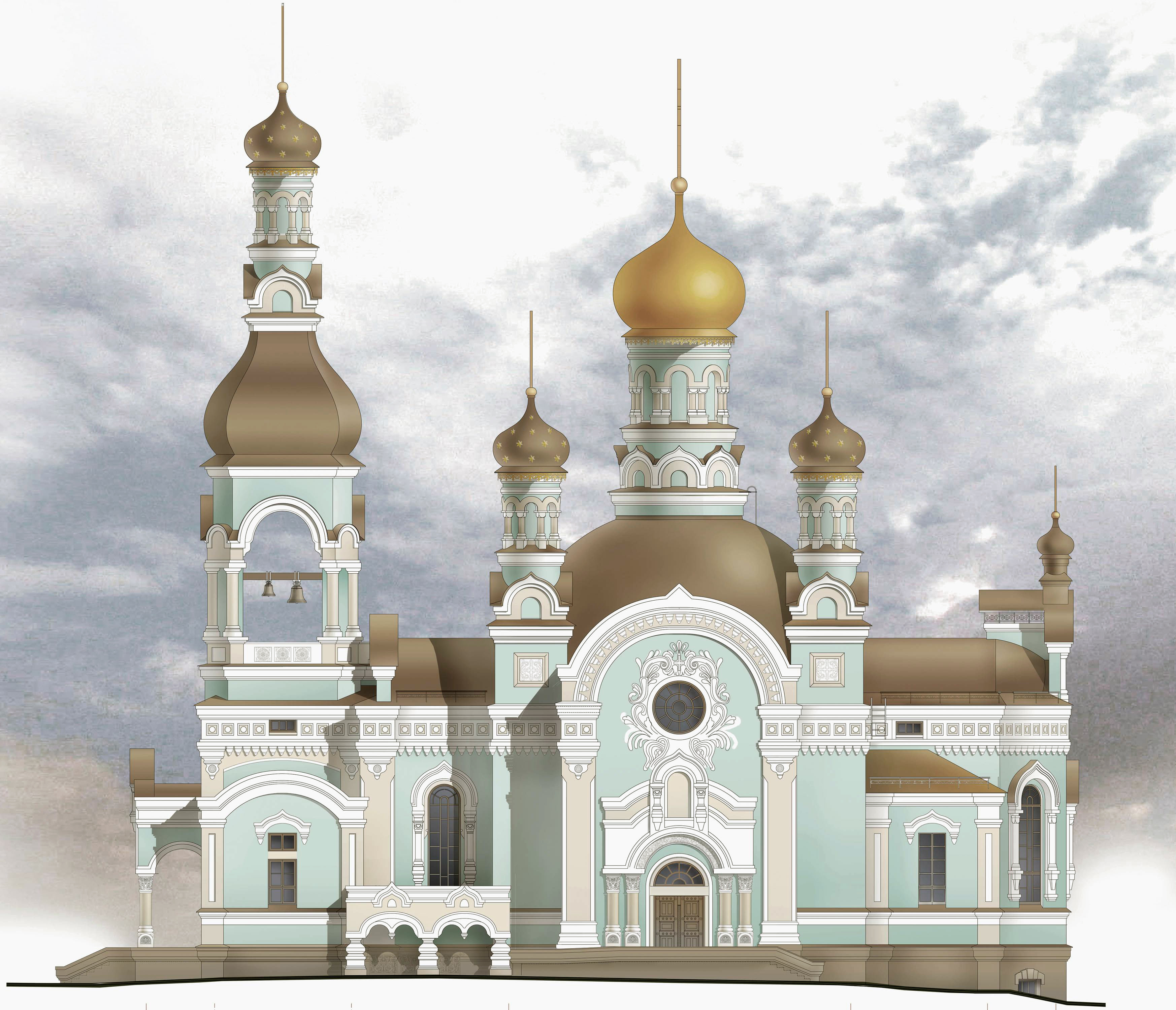
Проект. Фасад с улицы Уманской. 2005 год.
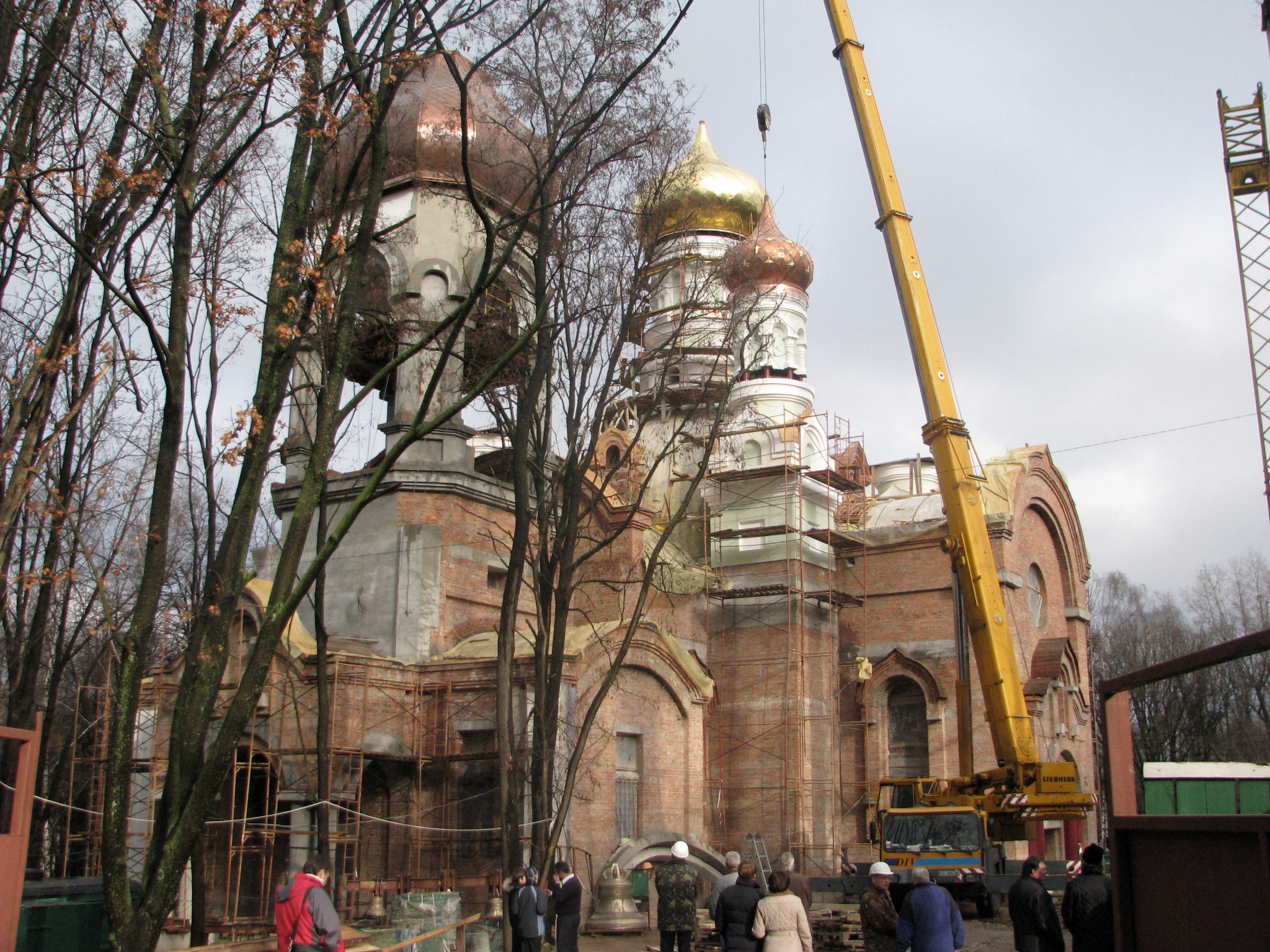
19 ноября 2010 года. Освящение и водружение куполов храма
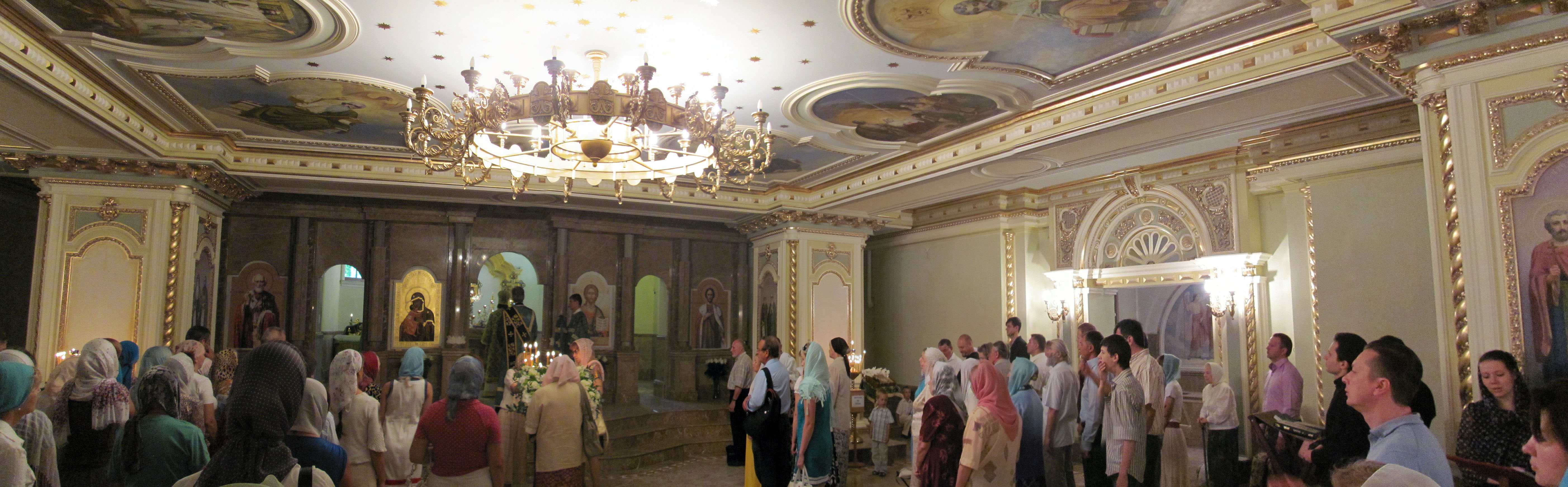
18 июля 2013 года. Первая Божественная литургия в нижнем храме в честь благоверного князя Александра Невского.
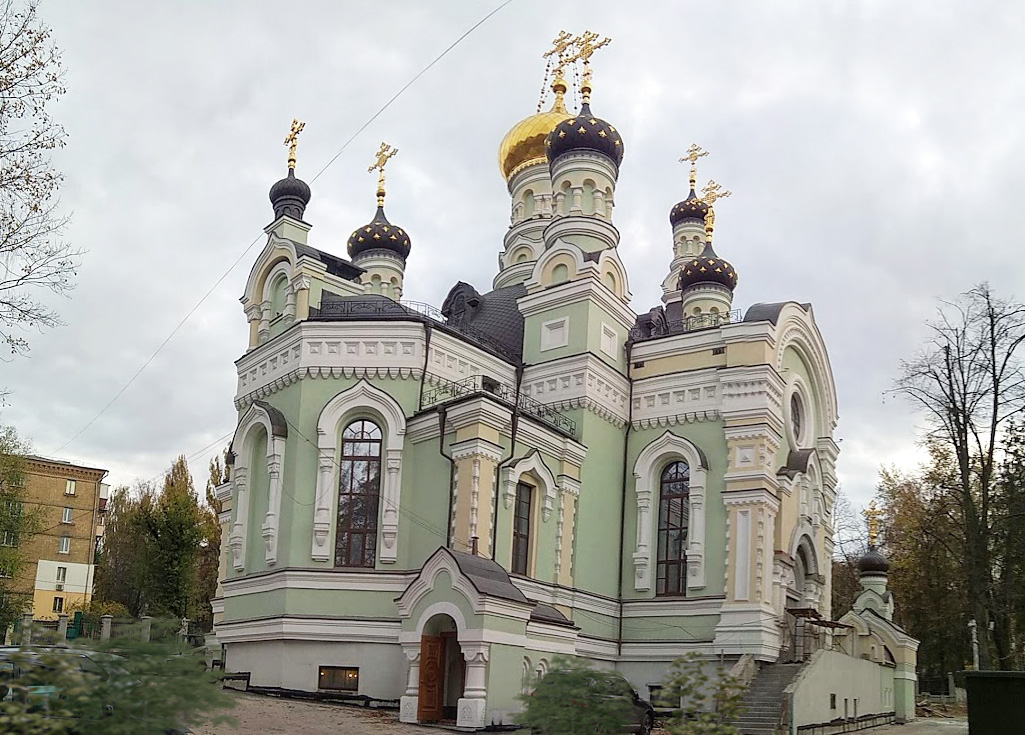
Вид на алтарь храма
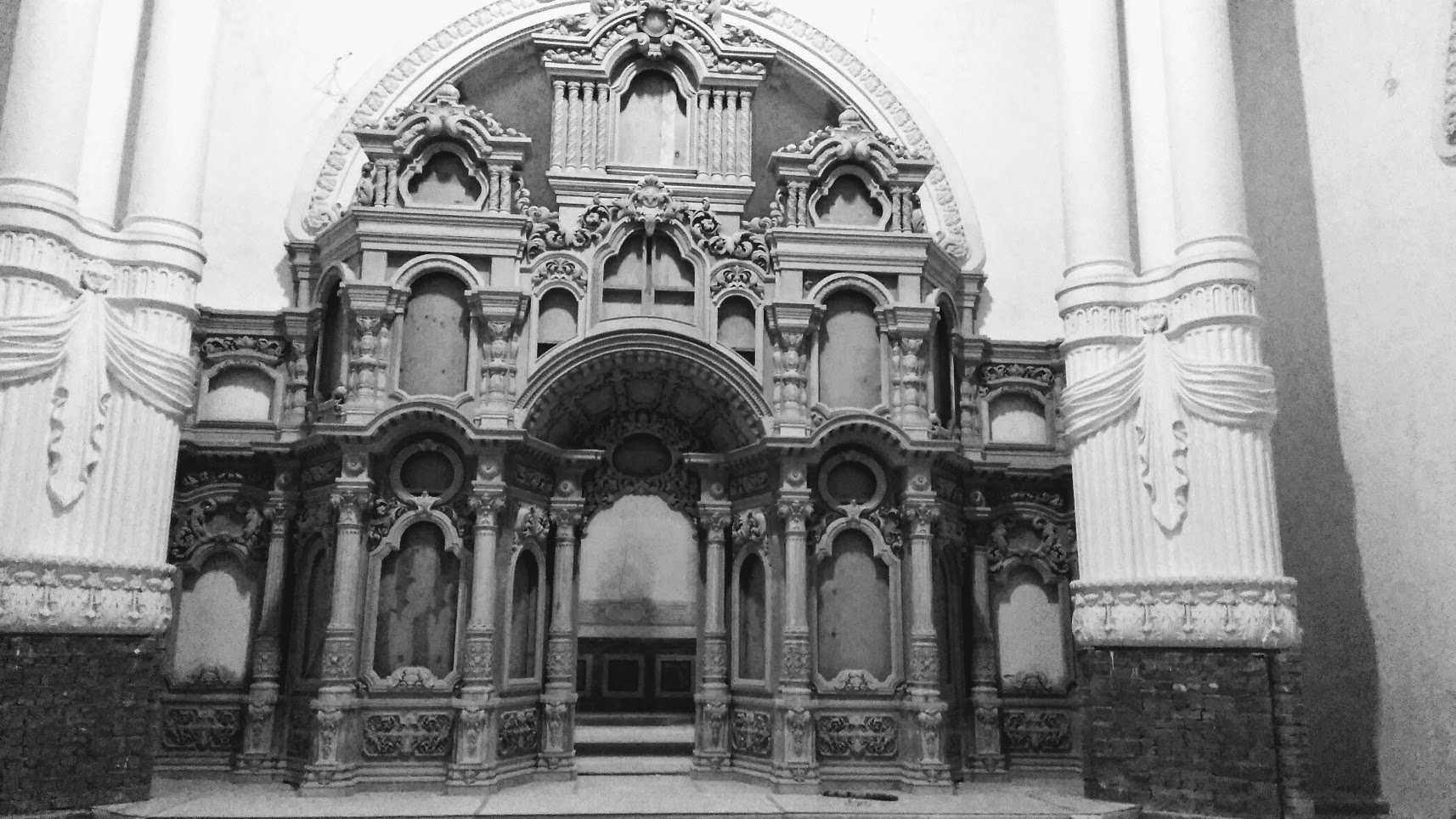
Строится иконостас храма Сергия Радонежского
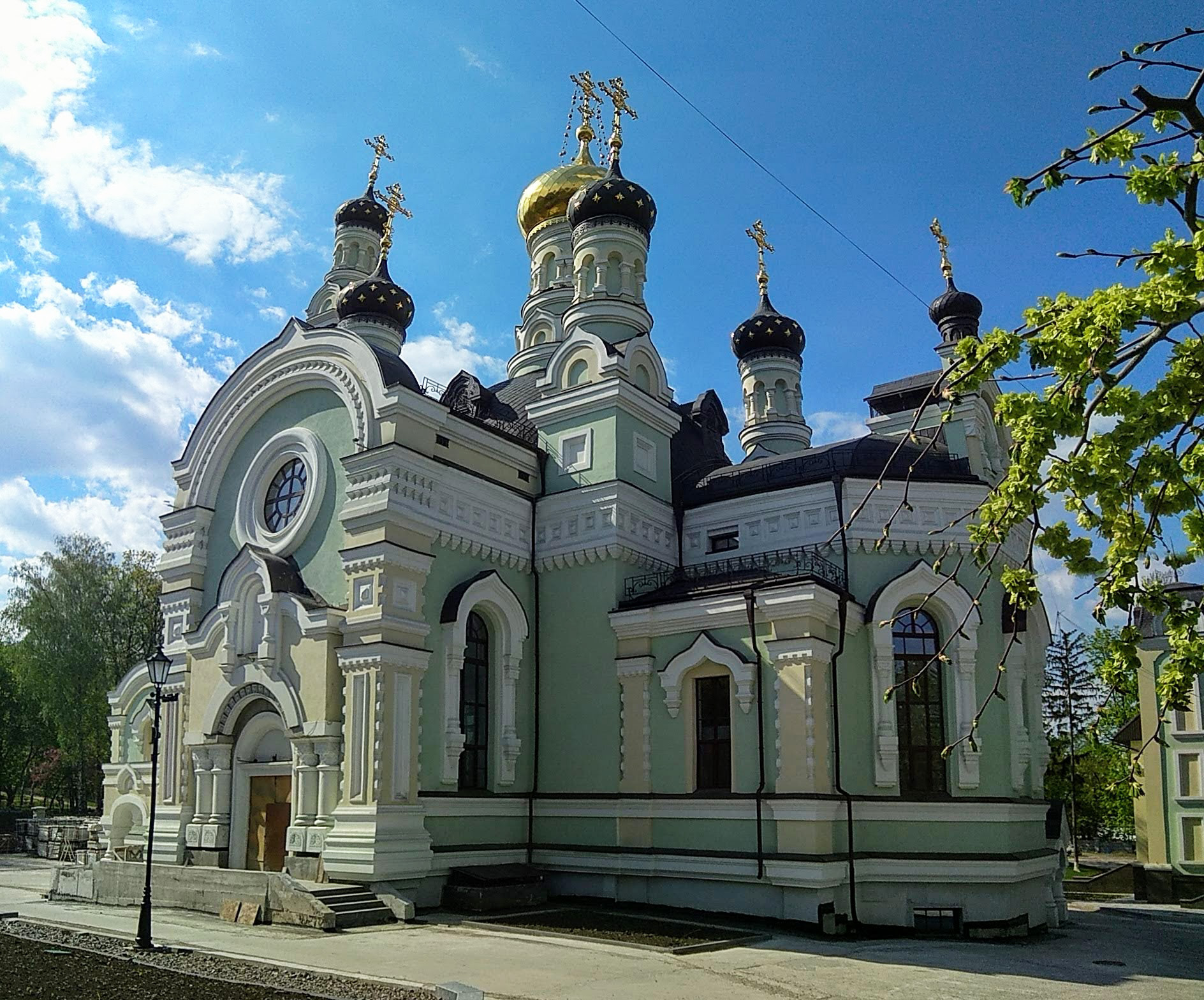
Вид на храм с улицы Уманской